# Stazione di Takenotsuka
La stazione di Takenotsuka (竹ノ塚駅?, Takenotsuka-eki) è una stazione ferroviaria situata nel quartiere di Adachi, a Tokyo, in Giappone, ed è servita dalla linea Tōbu Sky Tree delle Ferrovie Tōbu. Presso di essa fermano solo i treni locali, ed è l'ultima stazione del territorio metropolitano di Tokyo provenendo da Asakusa.

## Linee
Ferrovie Tōbu
● Linea Tōbu Isesaki (Linea Tōbu Sky Tree)

## Struttura
La stazione, è dotata di un marciapiede a isola con due binari passanti, all'esterno dei quali si trovano altri 3 binari (due per i treni veloci che non fermano, e uno per il deposito di Takenotsuka).
| 1 | ● Linea Tōbu Sky Tree | per Kita-Senju, Tōkyō Sky Tree e Asakusa via linea Hibiya per Naka-Meguro |
| 2 | ● Linea Tōbu Sky Tree | per Tōbu Dōbutsukōen, Kuki e Tōbu Nikkō                                   |

## Stazioni adiacenti
| «                  | Servizio               | »                  |
| Linea Tōbu Isesaki | Linea Tōbu Isesaki     | Linea Tōbu Isesaki |
| ------------------ | ---------------------- | ------------------ |
| Nishiarai          | Locale                 | Yatsuka            |
| Transito           | Semiespresso sezionale | Transito           |
| Transito           | Espresso sezionale     | Transito           |
| Transito           | Espresso               | Transito           |
| Transito           | Semiespresso           | Transito           |
| Transito           | Rapido                 | Transito           |
| Transito           | Rapido sezionale       | Transito           |